# Oligodon venustus
Espèce
Synonymes
- Xenodon venustum Jerdon, 1853
- Simotes binotatus Duméril & Bibron, 1854

Statut de conservation UICN

 LC  : Préoccupation mineure
Oligodon venustus est une espèce de serpent de la famille des Colubridae.

## Répartition
Cette espèce est endémique du Sud des Ghâts occidentaux en Inde. Elle se rencontre :
- au Goa ;
- au Kerala ;
- au Karnataka ;
- dans le sud du Tamil Nadu.

## Description
Dans sa description Jerdon indique que le spécimen en sa possession mesure environ 30 cm. Son dos est brun olive tacheté irrégulièrement de noir.

## Publication originale
- Jerdon, 1854 "1853" : Catalogue of Reptiles inhabiting the Peninsula of India. Journal of the Asiatic Society of Bengal, vol. 22, p. 522-534 (texte intégral).